# The Greatest Show on Earth (musikgrupp)
The Greatest Show on Earth var en brittisk rockgrupp som gav ut två album på skivbolaget Harvest Records i början av 1970-talet.
The Greatest Show on Earth bildades 1968 och bestod ursprungligen av Ozzie Lane (sång), Garth Watt-Roy (gitarr), Norman Watt-Roy (bas) and Ron Prudence (trummor), Mick Deacon (orgel), Ian Aitcheson (saxofon), Tex Philpotts (saxofon) och Dick Hanson (trumpet). Efter att Lane lämnat bandet värvades Colin Horton-Jennings som ny sångare. Bandet hade vissa framgångar i Europa med singeln "Real Cool World" från debutalbumet Horizons (1970). Bandet gav ut ytterligare ett album, The Going's Easy (1970), innan det upplöstes.
Flera av medlemmarna hade fortsatta karriärer i musikbranschen. Norman Watt-Roy kom till exempel att spela i Ian Durys band The Blockheads, med Wilko Johnson och Pete Best.

## Diskografi
Studioalbum
- 1970 – Horizons
- 1970 – The Going's Easy

Samlingsalbum
- 1975 – The Greatest Show on Earth

Singlar
- 1970 - Tell The Story / Mountain Song
- 1970 - Real Cool World / Again And Again
- 1972 - Horizons - Parte I / Horizons - Parte II